# Diogo de Couto

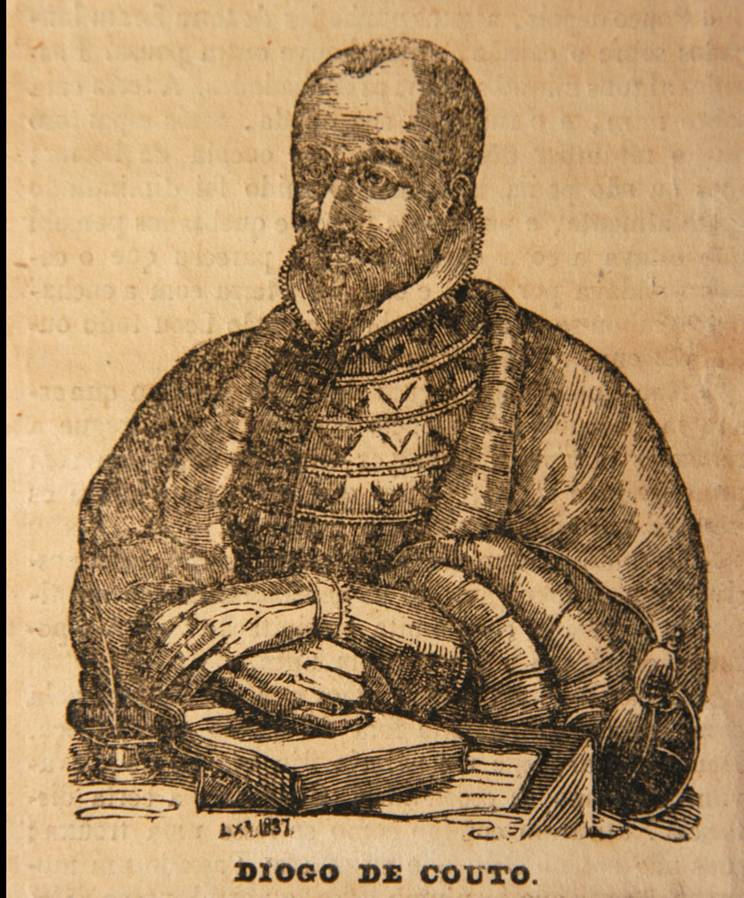
Diogo de Couto – Holzschnitt im Journal „O Panorama“ 1837 (aus der Privatsammlung von Dr. Nuno Carvalho de Sousa, Lissabon)

Diogo de Couto (* ungefähr 1542 in Lissabon; † 10. Dezember 1616 in Goa) war ein portugiesischer Historiker.

## Leben
Diogo de Couto studierte Latein und Rhetorik am Colégio de Santo Antão und Philosophie am Convento de Benfica. Im Jahr 1559 ging er nach Indien, von wo er ein Jahrzehnt später zurückkehren sollte. Er war ein enger Freund von Luís de Camões und reiste 1569 auf die Ilha de Moçambique, wo er ihn mit Schulden und ohne Geld für die Rückkehr auffand. Diogo do Couto und andere Freunde halfen dem Dichter, der damit in der Hauptstadt seine größte Arbeit, Die Lusiaden, vorstellen konnte. Sie kamen in Lissabon im April 1570 auf dem Schiff Santa Clara an, mussten aber im Tejo vor Cascais ankern, weil in Lissabon die Pest grassierte.
Alsbald begab er sich wieder in den Orient, nachdem er von König Philipp II. die Aufgabe der Suche nach den „Décadas“ von João de Barros erhalten hatte. Diogo de Couto setzte die Dekaden fort und schrieb neun weitere Bände. Eine moderne Ausgabe in 14 Bänden erschien von 1778 bis 1788 in Lissabon als Da Asia de João de Barros, dos feitos que os Portuguezes fizeram no descubrimento e conquista dos mares e terras do Oriente. Zu dieser Ausgabe erschienen auch ein Buch mit dem Leben von de Barros, geschrieben von dem Historiker Manoel Severim de Faria, und ein umfassender Index aller Dekaden. Der Historiker kritisierte den Missbrauch, die Korruption und die übliche Gewaltherrschaft in Indien und protestierte offen dagegen.
Über die „Décadas“ hinaus beschrieb de Couto unter anderem den tragischen Untergang einer Karacke vor São Tomé und verfasste den Diálogo do Soldado Prático mit einer vernichtenden Kritik der Zustände in Indien unter Hervorhebung der Ambitionen der Reichen, der Liebe zum Luxus, der Unterdrückung der Armen, des Mangels an Würde und der Illoyalität in den Berichten gegenüber dem König.